# Línea 214 (Interurbanos Madrid)
La línea 214 de la red de autobuses interurbanos de Madrid unía hasta el 12 de diciembre de 2016 la estación de metro de Barajas (Madrid) con la Urbanización Miramadrid de Paracuellos de Jarama.

## Características
Esta línea daba servicio al casco urbano de Paracuellos de Jarama y la Urbanización Miramadrid con un recorrido que duraba aproximadamente 30 min entre cabeceras.
Fue creada en noviembre de 2007 y de las tres líneas que unen Madrid y Paracuellos de Jarama, ésta era la de más reciente creación a raíz de la construcción de la Urbanización Miramadrid, el barrio más nuevo del municipio, compartiendo cabecera periférica con la línea 210.
Curiosamente, la línea 214 fue creada y estuvo en circulación muchos años antes de la creación de la línea 213 el 29 de abril de 2019, dejando deliberadamente el número 213 sin línea asignada.
Al contrario de la inmensa mayoría de otras líneas interurbanas, la línea 214 contaba con más expediciones los sábados laborables, domingos y festivos que de lunes a viernes laborables. Esto se debía a su complementación con la línea 212 que reducía sus servicios los fines de semana, y ofrecía a los habitantes de Paracuellos de Jarama una conexión alternativa con Madrid, aunque fuese con la Estación de Barajas en la periferia en vez de la Estación de Canillejas que es mucho más céntrica.
En octubre de 2015 la línea fue ampliada con dos servicios que alcanzaban los días lectivos el IES Alameda de Osuna ampliando en 10 minutos adicionales el trayecto de la línea.
Fue suprimida el 12 de diciembre de 2016 coincidiendo con la reordenación de la línea 212 y la creación de la línea 1 y línea 2 de autobuses urbanos. Debido a que el recorrido de la línea 214 era idéntico al de la línea 212 tras su remodelación (dejó de prestar servicio a la Urbanización Los Berrocales) hasta la Estación de Barajas se suprimió debido a la duplicidad del servicio.
Siguiendo la numeración de líneas del CRTM, las líneas que circulan por el corredor 2 son aquellas que dan servicio a los municipios situados en torno a la A-2 y comienzan con un 2. Aquellas numeradas dentro de la decena 210 corresponden a aquellas que circulan por Paracuellos de Jarama.
La línea no mantenía los mismos horarios todo el año, desde el 1 de julio al 31 de agosto se reducen el número de expediciones los sábados laborables, domingos y festivos (lunes a viernes tenían los mismos horarios todo el año), junto con los servicios que sólo los días lectivos alcanzaban el IES Alameda de Osuna, además de los días excepcionales vísperas de festivo y festivos de Navidad en los que los horarios también cambian y se reducen.
Estaba operada por la empresa ALSA mediante la concesión administrativa VCM-203 - Madrid - Paracuellos de Jarama - Valdeavero (Viajeros Comunidad de Madrid) del Consorcio Regional de Transportes de Madrid.
1. ↑  Madrid Norte 24 Horas. «El Consorcio de Transportes prolonga 2 servicios de la línea 214 hasta el IES Alameda de Osuna». Consultado el 12 de enero de 2024.
2. ↑  Somos Paracuellos. «El Consorcio de Transportes prolonga dos servicios de la línea 214 hasta el IES Alameda de Osuna». Consultado el 12 de enero de 2024.
3. ↑  MadridMobilite. «Decimos adiós a la línea 214 (Madrid (Barajas) – Paracuellos (Miramadrid)». Consultado el 12 de enero de 2024.
4. ↑  MadridMobilite. «Recorremos la nueva red urbana de Paracuellos del Jarama». Consultado el 12 de enero de 2024.
5. ↑  Iniciativa Ciudadana Por Paracuellos. «Nuevas líneas de autobuses urbanos de Paracuellos». Consultado el 12 de enero de 2024.
6. ↑  ALSA Grupo. «Listado de líneas que forman la concesión del CRT de Madrid a ALSA». Archivado desde el original el 2 de abril de 2014. Consultado el 14 de febrero de 2014.

### Sublíneas
Aquí se recogen todas las distintas sublíneas que tenía la línea 214. La denominación de sublíneas que utiliza el CRTM es la siguiente:
- Número de línea (214)
- Sentido de circulación (1 ida, 2 vuelta)
- Número de sublínea

Por ejemplo, la sublínea 214102 corresponde a la línea 214, sentido 1 (ida) y el número 02 de numeración de sublíneas creadas hasta la fecha.
| Ida    | Ruta | Itinerario                       | Vuelta | Ruta | Itinerario                       |
| 214101 | -    | Madrid - Paracuellos             | 214201 | -    | Paracuellos - Madrid             |
| 214102 | i    | Madrid (Instituto) - Paracuellos | 214202 | i    | Paracuellos - Madrid (Instituto) |

## Horarios

### 1 septiembre - 30 junio
Los horarios que no sean cabecera son aproximados.
| Lunes a viernes laborables |                      |                      |                      |                      |                      |
| Madrid > Paracuellos       | Madrid > Paracuellos | Madrid > Paracuellos | Paracuellos > Madrid | Paracuellos > Madrid | Paracuellos > Madrid |
| Barajas                    | Paracuellos          | Miramadrid           | Miramadrid           | Paracuellos          | Barajas              |
| 07:10                      | 07:25                | 07:40                | 06:30                | 06:45                | 07:00                |
| 08:45                      | 09:00                | 09:15                | 07:35                | 07:50                | 08:05                |
| 10:15                      | 10:30                | 10:45                | 09:25                | 09:40                | 09:55                |
| 11:45                      | 12:00                | 12:15                | 11:00                | 11:15                | 11:30                |
| 13:15                      | 13:30                | 13:45                | 12:30                | 12:45                | 13:00                |
| 14:35                      | 14:50                | 15:05                | 13:45                | 14:00                | 14:15                |
| 16:20                      | 16:35                | 16:50                | 15:30                | 15:45                | 16:00                |
| 17:45                      | 18:00                | 18:15                | 17:00                | 17:15                | 17:30                |
| 19:20                      | 19:35                | 19:50                | 18:25                | 18:40                | 18:55                |
| 20:45                      | 21:00                | 21:15                | 19:55                | 20:10                | 20:25                |
| 22:15                      | 22:30                | 22:45                | 21:30                | 21:45                | 22:00                |
| 23:35                      | 23:50                | 00:05                | 23:00                | 23:15                | 23:30                |
| Sábados laborables         |                      |                      |                      |                      |                      |
| Madrid > Paracuellos       | Madrid > Paracuellos | Madrid > Paracuellos | Paracuellos > Madrid | Paracuellos > Madrid | Paracuellos > Madrid |
| Barajas                    | Paracuellos          | Miramadrid           | Miramadrid           | Paracuellos          | Barajas              |
| 07:20                      | 07:35                | 07:50                | 07:00                | 07:15                | 07:30                |
| 08:10                      | 08:25                | 08:40                | 07:45                | 08:00                | 08:15                |
| 09:00                      | 09:15                | 09:30                | 08:30                | 08:45                | 09:00                |
| 10:30                      | 10:45                | 11:00                | 09:30                | 09:45                | 10:00                |
| 11:30                      | 11:45                | 12:00                | 11:00                | 11:15                | 11:30                |
| 12:30                      | 12:45                | 13:00                | 12:00                | 12:15                | 12:30                |
| 13:30                      | 13:45                | 14:00                | 13:00                | 13:15                | 13:30                |
| 15:00                      | 15:15                | 15:30                | 14:00                | 14:15                | 14:30                |
| 16:00                      | 16:15                | 16:30                | 15:30                | 15:45                | 16:00                |
| 17:00                      | 17:15                | 17:30                | 16:30                | 16:45                | 17:00                |
| 18:00                      | 18:15                | 18:30                | 17:30                | 17:45                | 18:00                |
| 19:30                      | 19:45                | 20:00                | 18:30                | 18:45                | 19:00                |
| 20:30                      | 20:45                | 21:00                | 20:00                | 20:15                | 20:30                |
| 21:30                      | 21:45                | 22:00                | 21:00                | 21:15                | 21:30                |
| 22:15                      | 22:30                | 22:45                | 21:45                | 22:00                | 22:15                |
| 23:00                      | 23:15                | 23:30                | 22:30                | 22:45                | 23:00                |
| Domingos y festivos        |                      |                      |                      |                      |                      |
| Madrid > Paracuellos       | Madrid > Paracuellos | Madrid > Paracuellos | Paracuellos > Madrid | Paracuellos > Madrid | Paracuellos > Madrid |
| Barajas                    | Paracuellos          | Miramadrid           | Miramadrid           | Paracuellos          | Barajas              |
| 08:30                      | 08:45                | 09:00                | 08:00                | 08:15                | 08:30                |
| 09:30                      | 09:45                | 10:00                | 09:00                | 09:15                | 09:30                |
| 10:30                      | 10:45                | 11:00                | 10:00                | 10:15                | 10:30                |
| 11:30                      | 11:45                | 12:00                | 11:00                | 11:15                | 11:30                |
| 12:30                      | 12:45                | 13:00                | 12:00                | 12:15                | 12:30                |
| 13:30                      | 13:45                | 14:00                | 13:00                | 13:15                | 13:30                |
| 14:30                      | 14:45                | 15:00                | 14:00                | 14:15                | 14:30                |
| 15:45                      | 16:00                | 16:15                | 15:00                | 15:15                | 15:30                |
| 17:00                      | 17:15                | 17:30                | 16:15                | 16:30                | 16:45                |
| 18:15                      | 18:30                | 18:45                | 17:30                | 17:45                | 18:00                |
| 19:00                      | 19:15                | 19:30                | 18:30                | 18:45                | 20:00                |
| 20:00                      | 20:15                | 20:30                | 19:30                | 19:45                | 20:00                |
| 21:00                      | 21:15                | 21:30                | 20:30                | 20:45                | 21:00                |
| 22:00                      | 22:15                | 22:30                | 21:30                | 21:45                | 22:00                |

### 1 julio - 31 agosto
Los horarios que no sean cabecera son aproximados.
| Lunes a viernes laborables              |                      |                      |                      |                      |                      |
| Madrid > Paracuellos                    | Madrid > Paracuellos | Madrid > Paracuellos | Paracuellos > Madrid | Paracuellos > Madrid | Paracuellos > Madrid |
| Barajas                                 | Paracuellos          | Miramadrid           | Miramadrid           | Paracuellos          | Barajas              |
| 07:10                                   | 07:25                | 07:40                | 06:30                | 06:45                | 07:00                |
| 08:45                                   | 09:00                | 09:15                | 07:35                | 07:50                | 08:05                |
| 10:15                                   | 10:30                | 10:45                | 09:25                | 09:40                | 09:55                |
| 11:45                                   | 12:00                | 12:15                | 11:00                | 11:15                | 11:30                |
| 13:15                                   | 13:30                | 13:45                | 12:30                | 12:45                | 13:00                |
| 14:35                                   | 14:50                | 15:05                | 13:45                | 14:00                | 14:15                |
| 16:20                                   | 16:35                | 16:50                | 15:30                | 15:45                | 16:00                |
| 17:45                                   | 18:00                | 18:15                | 17:00                | 17:15                | 17:30                |
| 19:20                                   | 19:35                | 19:50                | 18:25                | 18:40                | 18:55                |
| 20:45                                   | 21:00                | 21:15                | 19:55                | 20:10                | 20:25                |
| 22:15                                   | 22:30                | 22:45                | 21:30                | 21:45                | 22:00                |
| 23:35                                   | 23:50                | 00:05                | 23:00                | 23:15                | 23:30                |
| Sábados laborables, domingos y festivos |                      |                      |                      |                      |                      |
| Madrid > Paracuellos                    | Madrid > Paracuellos | Madrid > Paracuellos | Paracuellos > Madrid | Paracuellos > Madrid | Paracuellos > Madrid |
| Barajas                                 | Paracuellos          | Miramadrid           | Miramadrid           | Paracuellos          | Barajas              |
| 07:40                                   | 07:55                | 08:10                | 07:00                | 07:15                | 07:30                |
| 09:00                                   | 09:15                | 09:30                | 08:20                | 08:35                | 08:50                |
| 10:20                                   | 10:35                | 10:50                | 09:40                | 09:55                | 10:10                |
| 11:40                                   | 11:55                | 12:10                | 11:00                | 11:15                | 11:30                |
| 13:00                                   | 13:15                | 13:30                | 12:20                | 12:35                | 12:50                |
| 14:20                                   | 14:35                | 14:50                | 13:40                | 13:55                | 14:10                |
| 15:40                                   | 15:55                | 16:10                | 15:00                | 15:15                | 15:30                |
| 17:00                                   | 17:15                | 17:30                | 16:20                | 16:35                | 16:50                |
| 18:20                                   | 18:35                | 18:50                | 17:40                | 17:55                | 18:10                |
| 19:40                                   | 19:55                | 20:10                | 19:00                | 19:15                | 19:30                |
| 21:00                                   | 21:15                | 21:30                | 20:20                | 20:35                | 20:50                |
| 22:20                                   | 22:35                | 22:50                | 21:40                | 21:55                | 21:10                |

1. 1 2 3 4  Los días lectivos continúa/procede del I.E.S. Alameda de Osuna 10 minutos antes

## Recorrido y paradas

### Nota importante
Las paradas que se describen a continuación (tanto de ida como de vuelta) fueron aquellas que realizaba la línea antes de ser suprimida. En la actualidad, algunas paradas aquí mostradas pueden haber sido suprimidas, cambiadas de nombre o realizadas por líneas distintas (que han modificado su recorrido o se han creado tras la supresión de la línea 214). Para una información actualizada de las paradas actuales que realizan otras líneas, consultar sus páginas correspondientes.

### Sentido Paracuellos de Jarama
La línea tenía su cabecera en la Avenida de Logroño, junto a la Estación de Barajas, punto en que enlazaba con varias líneas urbanas e interurbanas. Iniciaba su recorrido por la misma Avenida de Logroño en dirección a Paracuellos de Jarama, saliendo del casco histórico de Barajas por la carretera M-111 bajo las pistas del Aeropuerto de Madrid-Barajas, donde tenía una parada antes de abandonar el municipio de Madrid. Al llegar a la rotonda de la carretera a Fuente el Saz de Jarama, continuaba por la M-113, donde realizaba 3 paradas.
La línea entraba en el casco urbano de Paracuellos de Jarama por la Calle Real (1 parada), por la que circulaba hasta la intersección con el Paseo del Radar, donde giraba a la derecha para incorporarse al mismo. Salía del casco urbano por el Paseo del Radar (2 paradas) en dirección a la Urbanización Miramadrid.
Dentro de la Urbanización Miramadrid, la línea circulaba por la Avenida de los Charcos (3 paradas), la Avenida de Juan Pablo II (3 paradas) y la Avenida de la Circunvalación (2 paradas), situándose su cabecera en la Avenida de la Circunvalación esquina Avenida de los Charcos.
1. ↑  Consorcio Regional de Transportes de Madrid. «Itinerario de ida de la línea 214». Archivado desde el original el 21 de febrero de 2014. Consultado el 14 de febrero de 2014.
2. ↑  Consorcio Regional de Transportes de Madrid. «Paradas del recorrido de ida de la línea 214». Archivado desde el original el 21 de febrero de 2014. Consultado el 14 de febrero de 2014.

| Código                                                                      | Zona | Localidad             | Denominación                                               | Ubicación                       | Líneas de la parada                | Metro   |
| --------------------------------------------------------------------------- | ---- | --------------------- | ---------------------------------------------------------- | ------------------------------- | ---------------------------------- | ------- |
| Parada realizada por los servicios que proceden del I.E.S. Alameda de Osuna |      |                       |                                                            |                                 |                                    |         |
| 4922                                                                        |      | Madrid                | Avenida de Logroño - Calle de Tintín y Milú                | Avenida de Logroño Nº227C       | 105 112 115 N4 211 212 214 256 827 |         |
| Paradas del itinerario normal                                               |      |                       |                                                            |                                 |                                    |         |
| 07333                                                                       |      | Madrid                | Avenida de Logroño - Plaza de Pajarones                    | Avenida de Logroño Nº162        | 211 212 214 256 827                | Barajas |
| 07335                                                                       |      | Madrid                | Carretera M-111 - Depuradora de Valdebebas                 | M-111 km. 3                     | 211 212 214 256 263                |         |
| 07336                                                                       |      | Paracuellos de Jarama | Carretera M-113 - Residencial Jarama                       | M-113 km. 0,1                   | 210 211 212 214 256                |         |
| 07337                                                                       |      | Paracuellos de Jarama | Carretera M-113 - Residencial Nuevo Amanecer               | M-113 km. 0,5                   | 210 211 212 214 256                |         |
| 07338                                                                       |      | Paracuellos de Jarama | Carretera M-113 - Navegación Aérea                         | M-113 km. 1,2                   | 210 211 212 214 256                |         |
| 15767                                                                       |      | Paracuellos de Jarama | Calle Real - Calle Atarre                                  | Calle Real Nº25                 | 210 211 212 214 256                |         |
| 11967                                                                       |      | Paracuellos de Jarama | Paseo del Radar - Avenida de Torrejón de Ardoz             | Paseo del Radar Nº2A            | 210 212 214                        |         |
| 17299                                                                       |      | Paracuellos de Jarama | Paseo del Radar - Calle de Extremadura                     | Paseo del Radar Nº36            | 210 212 214                        |         |
| 17292                                                                       |      | Paracuellos de Jarama | Avenida de los Charcos - Plaza de los Deportes             | Avenida de los Charcos Nº1      | 210 212 214                        |         |
| 17290                                                                       |      | Paracuellos de Jarama | Avenida de los Charcos - Calle Río Torote                  | Avenida de los Charcos Nº1      | 210 212 214                        |         |
| 17288                                                                       |      | Paracuellos de Jarama | Avenida de los Charcos - Paseo de las Camelias             | Avenida de los Charcos Nº1      | 210 212 214                        |         |
| 17286                                                                       |      | Paracuellos de Jarama | Avenida de Juan Pablo II - Calle Gaspar de Morales         | Avenida de Juan Pablo II Nº28   | 210 212 214                        |         |
| 17284                                                                       |      | Paracuellos de Jarama | Avenida de Juan Pablo II - Avenida Valdediego              | Avenida de Juan Pablo II Nº44   | 210 212 214                        |         |
| 17281                                                                       |      | Paracuellos de Jarama | Avenida de Juan Pablo II - Calle de Santiago Apóstol       | Avenida de Juan Pablo II Nº52   | 210 212 214                        |         |
| 17279                                                                       |      | Paracuellos de Jarama | Avenida de Circunvalación - Calle Nuestra Señora de Belvis | Avenida de Circunvalación Nº351 | 210 212 214                        |         |
| 17278                                                                       |      | Paracuellos de Jarama | Avenida de Circunvalación - Avenida de los Charcos         | Avenida de Circunvalación Nº321 | 210212214                          |         |

1. ↑  A efectos de nomenclatura, para las líneas de la EMT esta parada se llama Avenida de Logroño - Polideportivo
2. ↑  En la actualidad esta parada la realiza también la línea 256, además de las líneas 213 N204, que fueron creadas posteriormente
3. 1 2 3 4 5 6  En la actualidad esta parada la realizan también las líneas 213 N204, que fueron creadas posteriormente
4. ↑  En la actualidad esta parada la realizan también las líneas 213 N204 1 2, que fueron creadas posteriormente
5. ↑  En la actualidad esta parada la realizan también las líneas 215 N204 1 2, que fueron creadas posteriormente
6. ↑  En la actualidad esta parada se denomina Paseo del Radar - Avenida de Andalucía
7. 1 2 3 4  En la actualidad esta parada la realizan también las líneas 215 N204, que fueron creadas posteriormente
8. 1 2 3  En la actualidad esta parada la realiza también la línea N204, que fue creada posteriormente
9. ↑  En la actualidad esta parada la realizan también las líneas 1 2, que fueron creadas posteriormente
10. 1 2 3 4  Sólo permite el descenso de viajeros

### Sentido Madrid (Barajas)
El recorrido de vuelta era igual al de ida pero en sentido contrario.
1. ↑  Consorcio Regional de Transportes de Madrid. «Itinerario de vuelta de la línea 214». Archivado desde el original el 21 de febrero de 2014. Consultado el 14 de febrero de 2014.
2. ↑  Consorcio Regional de Transportes de Madrid. «Paradas del recorrido de vuelta de la línea 214». Archivado desde el original el 21 de febrero de 2014. Consultado el 14 de febrero de 2014.

| Código                                                                            | Zona | Localidad             | Denominación                                               | Ubicación                       | Líneas de la parada                | Metro   |
| --------------------------------------------------------------------------------- | ---- | --------------------- | ---------------------------------------------------------- | ------------------------------- | ---------------------------------- | ------- |
| 17277                                                                             |      | Paracuellos de Jarama | Avenida de Circunvalación - Avenida de los Charcos         | Avenida de Circunvalación Nº319 | 210 212 214                        |         |
| 17280                                                                             |      | Paracuellos de Jarama | Avenida de Circunvalación - Calle Nuestra Señora de Belvis | Avenida de Circunvalación Nº351 | 210 212 214                        |         |
| 17282                                                                             |      | Paracuellos de Jarama | Avenida de Juan Pablo II - Calle Los Andes                 | Avenida de Juan Pablo II Nº53   | 210 212 214                        |         |
| 17283                                                                             |      | Paracuellos de Jarama | Avenida de Juan Pablo II - Avenida Valdediego              | Avenida de Juan Pablo II Nº35   | 210 212 214                        |         |
| 17285                                                                             |      | Paracuellos de Jarama | Avenida de Juan Pablo II - Paseo de las Camelias           | Avenida de Juan Pablo II Nº28   | 210 212 214                        |         |
| 17287                                                                             |      | Paracuellos de Jarama | Avenida de los Charcos - Paseo de las Camelias             | Avenida de los Charcos Nº1      | 210 212 214                        |         |
| 17291                                                                             |      | Paracuellos de Jarama | Avenida de los Charcos - Plaza de los Deportes             | Avenida de los Charcos Nº1      | 210 212 214                        |         |
| 17298                                                                             |      | Paracuellos de Jarama | Paseo del Radar - Calle de Extremadura                     | Paseo del Radar Nº35            | 210 212 214                        |         |
| 11966                                                                             |      | Paracuellos de Jarama | Paseo del Radar - Calle de Murcia                          | Paseo del Radar Nº2A            | 210 212 214                        |         |
| 15766                                                                             |      | Paracuellos de Jarama | Calle Real - Calle Ronda de las Cuestas                    | Calle Ronda de las Cuestas Nº2  | 210 211 212 214 256                |         |
| 07342                                                                             |      | Paracuellos de Jarama | Carretera M-113 - Navegación Aérea                         | M-113 km. 1,3                   | 210 211 212 214 256                |         |
| 07343                                                                             |      | Paracuellos de Jarama | Carretera M-113 - Residencial Nuevo Amanecer               | M-113 km. 0,8                   | 210 211 212 214 256                |         |
| 07344                                                                             |      | Paracuellos de Jarama | Carretera M-113 - Residencial Jarama                       | M-113 km. 0,1                   | 210 211 212 214 256                |         |
| 07361                                                                             |      | Madrid                | Carretera M-111 - Depuradora de Valdebebas                 | M-111 km. 3                     | 211 212 214 256 263                |         |
| 17306                                                                             |      | Madrid                | Avenida de Logroño - Estación de Barajas                   | Avenida de Logroño Nº365        | 214 256 263                        | Barajas |
| Parada realizada por los servicios que continuan hacia el I.E.S. Alameda de Osuna |      |                       |                                                            |                                 |                                    |         |
| 4921                                                                              |      | Madrid                | Avenida de Logroño - Calle de Benifayó                     | Avenida de Logroño Nº225        | 105 112 115 N4 211 212 214 256 827 |         |

1. 1 2 3 4  En la actualidad esta parada la realizan también las líneas N204 1 2, que fueron creadas posteriormente
2. ↑  En la actualidad esta parada la realizan también las líneas 1 2, que fueron creadas posteriormente
3. 1 2 3  En la actualidad esta parada la realizan también las líneas 215 N204, que fueron creadas posteriormente
4. ↑  En la actualidad esta parada la realizan también las líneas 215 N204 1 2, que fueron creadas posteriormente
5. 1 2 3 4 5  En la actualidad esta parada la realizan también las líneas 213 N204, que fueron creadas posteriormente
6. 1 2 3  Sólo permite el descenso de viajeros
7. ↑  A efectos de nomenclatura, para las líneas de la EMT esta parada se llama Avenida de Logroño - Polideportivo
8. ↑  En la actualidad esta parada la realiza también la línea 256, además de las líneas 213 N204, que fueron creadas posteriormente